# Klotjärnen
Klotjärnen är en sjö i Hudiksvalls kommun i Hälsingland och ingår i Delångersåns huvudavrinningsområde. Sjön är 6,6 meter djup, har en yta på 0,009 kvadratkilometer och är belägen 230 meter över havet.